# Zdrój Mieczysław
Mieczysław – mineralna woda lecznicza, wydobywana z odwiertów Zdroju Mieczysław, zlokalizowanych na terenie Krynicy-Zdroju. Uzyskany z nich płyn jest szczawą o charakterze wapniowo-sodowo-magnezowym, stosowaną doustnie w procesie leczenia krenoterapeutycznego, u osób cierpiących na choroby przewodu pokarmowego, nerek, dróg moczowych i zmagających się z niedokrwistością organizmu. 
Nazwę wody i zdroju przyjęto na cześć Mieczysława Dukieta, wieloletniego lekarza ginekologa, położnika i balneologa, pracującego w krynickim uzdrowisku.

## Pijalnia
Woda jest dostępna dla turystów i kuracjuszy w specjalnie do tego przeznaczonej „Pijalni Mieczysław”, zlokalizowanej w Starym Domu Zdrojowym w Krynicy-Zdroju, miejscowości jej bezpośredniego wydobycia.